# 西志方村
西志方村（にししかたむら）は、兵庫県印南郡にあった村。現在の加古川市志方町の北西部にあたる。

## 地理
- 山岳：大藤山、高御位山、高山
- 河川：法華山谷川

## 歴史
- 1889年（明治22年）4月1日 - 町村制の施行により、下原村・永室村・西牧村・山中新村・成井村・西山新村・横大路村の区域をもって発足。
- 1954年（昭和29年）7月1日 - 志方村・東志方村と合併して志方町が発足。同日西志方村廃止。

## 人口
1901年末の戸数、人口は横大路村106戸、579人。西山新村20戸、137人。成井村48戸、252人。下原村100戸、580人。山中新村28戸、176人。西牧村90戸、493人。永室村90戸、616人。

## 政治・行政

### 村長
- 渡邊傳次郎[1]
- 内海建次[1][3]
- 田中俊二[1]
- 広瀬教蔵[1]
- 原熊市[1]
- 内海建次[1]
- 田中俊二[1]
- 黒田勝治[1]

### 郡会議員
郡会議員は以下の通り。
- 長谷川直吉 - 選挙年月日は1896年7月20日、1899年9月30日、住所は永室村[2]。
- 内海建治 - 選挙年月日は1903年9月30日、住所は西牧村[2]。

## 経済

### 産業
農業
産物は米、麦、靴下、タオル。『大日本篤農家名鑑』によれば、西志方村の篤農家は原、内海、田中、鹿多、稲岡、長谷川などがいた。
工場
- 井上メリヤス工場 - 西牧[5]。生産品目は靴下綿[5]。開業年月は1925年5月[5]。
- 井木莫大小工場 - 西牧[5]。生産品目は靴下[5]。開業年月は1927年7月[5]。代表者は井木丹次[5]。
- 長谷川メリヤス工場 - 永室[5]。生産品目は加工品[5]。開業年月は1913年12月[5]。代表者は長谷川三次郎[5]。
- 長谷川沓下工場 - 永室[5]。生産品目は綿沓下[5]。開業年月は1924年3月[5]。代表者は長谷川松次[5]。
- メリヤス沓下製造工場 - 永室[5]。生産品目は靴下綿[5]。開業年月は1930年3月[5]。代表者は長谷川國太郎[5]。
- 三村メリヤス工場 - 永室[5]。生産品目は靴下[5]。開業年月は1927年2月[5]。代表者は三村熊治[5]。
- 三村メリヤス工場 - 永室[5]。生産品目は綿靴下[5]。開業年月は1921年9月[5]。代表者は三村傳治[5]。

## 地域

### 施設
- 巡査駐在所[1]
- 西志方尋常高等小学校[1]

## 出身人物
- 稲岡孝治郎（稲岡商店合名会社代表社員、イカリ印タオル製造業）